# Paulingit
Paulingit – minerał z gromady krzemianów, zaliczany do grupy zeolitów. Należy do grupy minerałów dość rzadkich.
Znany jest od 1960 r. – paulingit-K; a od 1998 r. – paulingit-Ca.
Nazwa pochodzi od nazwiska Linusa Paulinga (1901-1994), profesora chemii w Pasadenie w Kalifornii (USA).

## Właściwości[2]
- Wzór chemiczny: (Ca,K,Na)
3−4(Si,Al)
21O
42· 17 - 22H
2O
- Układ krystalograficzny: regularny
- Twardość: 5 w skali Mohsa
- Gęstość: 2,085-2,24 g/cm³
- Rysa: biała
- Barwa: bezbarwny, żółtawy, pomarańczowy, czerwonawy
- Przełam: muszlowy
- Połysk: szklisty
- Łupliwość:  brak

## Występowanie
Produkt procesów hydrotermalnych, występuje w bazaltach i piaskach. Towarzyszą mu najczęściej phillipsyt, chabazyt, heulandyt oraz kalcyt.
Miejsca występowania: USA – Oregon, nad rzeką Kolumbia,  Czechy – Vinaricka Hora